# Angelo Becciu
Angelo Becciu (Serrenti, 12 marzo 1930 – Cagliari, 5 febbraio 2018) è stato un politico italiano.

## Biografia
Dopo la Laurea in Giurisprudenza, ha lavorato al Credito Industriale Sardo (CIS.) e poi all'Ente Regionale di Assistenza Tecnica in Agricoltura (ERSAT). In tale ente è stato il responsabile del settore “Ricerche di Mercato” di cui si è occupato fin dal 1960, collaborando anche alla rivista “Studi di Mercato” diretta dal prof. Guglielmo Tagliacarne.
Inizia la sua attività politica nei primi anni 50, nelle file della Democrazia Cristiana, ricoprendo ruoli di crescente responsabilità nel Partito in Sardegna e a livello nazionale. Nel 1963 viene eletto vice Segretario Regionale e nel 1967 Segretario Provinciale di Cagliari.
Nel XII Congresso Nazionale del 1973 viene eletto nel Consiglio Nazionale della Democrazia Cristiana, di cui farà parte fino al 1986. Nel 1976 viene eletto nella Direzione Centrale del Partito, di cui farà parte fino al 1982.
Nel 1972 è stato eletto alla Camera dei Deputati (VI Legislatura) con 56.545 preferenze (4° in Sardegna e 1° nella provincia e nella città di Cagliari). In Parlamento ha presentato, alla Commissione Giustizia, il Progetto di Legge sull'ordinamento degli Ufficiali Giudiziari, col parere favorevole delle Commissioni di merito. Ha curato, inoltre, i problemi dei Trasporti e della Marina Mercantile, per la quale ha avuto mandato dalla 10ª Commissione di stendere e illustrare la Relazione al Bilancio di previsione per l'esercizio 1975/76 (Bollettino delle Commissioni parlamentari n. 647 del 4.2.1975).
Nel 1979 e poi nel 1984 è stato eletto al Consiglio Regionale della Sardegna (VIII e IX Legislatura), ricoprendo la carica di Questore e di Vicepresidente Vicario del Gruppo Consiliare della Democrazia Cristiana. Dal 1998 è vice Presidente vicario dell'Associazione degli ex Consiglieri Regionali della Sardegna.
Oltre all'attività politica, ha svolto anche l'attività di amministratore di enti pubblici e di associazioni nel mondo sportivo e della cooperazione.
Dal 1967 al 1973 è stato Presidente dell'Ente Sardo Acquedotti e Fognature (ESAF) il cui fine istituzionale era il potenziamento delle risorse idriche e la loro distribuzione in Sardegna, attraverso la realizzazione e la gestione di dighe, serbatoi, reti acquedottistiche e di drenaggio.
Dal 1989 al 1994, è stato Presidente dell'Azienda dei Mezzi Meccanici e dei Magazzini del Porto di Cagliari, ente economico statale di gestione dei porti di Cagliari, S.Antioco, Portovesme e Arbatax, oggi Autorità Portuale di Cagliari. In tale periodo ha fatto parte anche del Comitato Direttivo dell'Associazione Nazionale dei Porti Italiani (ASSOPORTI), ricoprendo in essa la carica di Tesoriere dal 1990 al 1994.
Dal 1983 al 1987 è stato Presidente della Società di Assicurazione del Movimento Cooperativo (ASSIMOCO). Nel 1998 è stato uno dei soci fondatori della Società Sportiva dilettantistica “Libertas Nuoto Karalis”, affiliata alla Federazione Italiana Nuoto, di cui è stato Presidente dal 1989 al 2010. È stato anche Presidente Regionale dell'Associazione sportiva Nazionale “Veterani Amatori Libertas” (ANVAL).
Continua nel tempo è stata anche la sua attività nel mondo cattolico. In particolare è stato membro della Consulta Diocesana sulla Scuola e della direzione dell'Associazione degli Ex Alunni di teologia dei Padri della Compagnia di Gesù.
Era sposato con Mariana Corona (Serrenti, 18 agosto 1932 – Cagliari, 14 giugno 2007), da cui ebbe ha tre figli Gianfranco, Rosanna e Pierluigi.